# Миролюбие
Миролюбие — село в Воронежской области.
Входит в Борисоглебский городской округ.

## География

### Улицы
| - ул. Весны, - ул. Восточная, - ул. Ленинская, - ул. Лесная, - ул. Мира, - ул. Пролетарская - ул.Свободы - ул.Пушкина - ул.Центральная - ул.Садовая - ул.Советская |

 Село Миролюбие раньше входило в (Борисоглебский уезд) Тамбовской губернии. Развитая инфраструктура ФАП,Миролюбский филиал,ДК,Почта,Администрация,2 магазина.Раньше Миролюбие было посёлком, а в 2019 году стало селом                             

## Население
2010 год - 568 человек
2020 год - 603 человека